# تپه گوشه پل ۳
تپه گوشه پل ۳ مربوط به مس و سنگ است و در شهرستان دورود، بخش مرکزی، دهستان دورود، ۹ کیلومتری شمال غربی روستای گوشه پل واقع شده و این اثر در تاریخ ۲۳ بهمن ۱۳۸۵ با شمارهٔ ثبت ۱۷۱۴۷ به‌عنوان یکی از آثار ملی ایران به ثبت رسیده است.